# Iglesia de la Inmaculada (Huancayo)
La Iglesia de la Inmaculada es un templo católico, ubicado en la plaza del mismo nombre, en el centro de la Ciudad de Huancayo. Desde 1944 los Padres Franciscanos se encargan de su cuidado y mantenimiento. Está inspirada en un templo antiguo de la ciudad de Cajamarca, por lo que consta de un estilo barroco renacentista. 

## Ubicación en la ciudad
La Iglesia de La Inmaculada está situada en el cruce de la séptima cuadra del Jirón Ica con la octava cuadra del Jirón Amazonas. A dos cuadras de la Avenida Ferrocarril, dentro de la Zona Monumental de Huancayo y a tres cuadras de la Plaza de la Constitución.

## Historia
La primera piedra fue puesta en junio de 1944 siendo Presidente de la Residencia el Reverendo Padre Jesús María Gaintza, con la asistencia del ministro Provincial Fray Luis Arroyo. La obra fue iniciada con las donaciones de los fieles (dinero y materiales de construcción) en una área de cinco mil metros cuadrados de terrenos donados por Adelaida Vda. de Calixto. La Iglesia de La Inmaculada es copia de un antiguo templo sito en la ciudad de Cajamarca. Por este motivo su estructura no es de corte moderno, siendo más bien de estilo renacentista.
El inicio de este proyecto se dio en 1944, a través de una conversación que un sacerdote de apellido Echevarría sostuvo con Adelaida Torres viuda de Calixto, distinguida dama de la época, cuando le expuso la urgencia de construir una amplia iglesia donde vivan los frailes de Ocopa para atender a los fieles de Huancayo. La señora le contestó que deseaba construir una capilla en honor de la Inmaculada Concepción, para lo cual cedió su terreno ubicado a una cuadra de la Plaza Huamanmarca.

## Interior
La arquitectura del templo está compuesta de tres naves, una cúpula de 40 metros, un crucero, torres de 45 metros, y cuenta con una planta de Cruz latina. Estos ciclópeos cimientos fueron logrados con toneladas de piedra, cascajo, cemento y hierro. Las esbeltas naves, arcos, cruceros y altares forman un armónico conjunto que hace de este espacio el mejor monumento de la ciudad y la iglesia más majestuosa del valle.

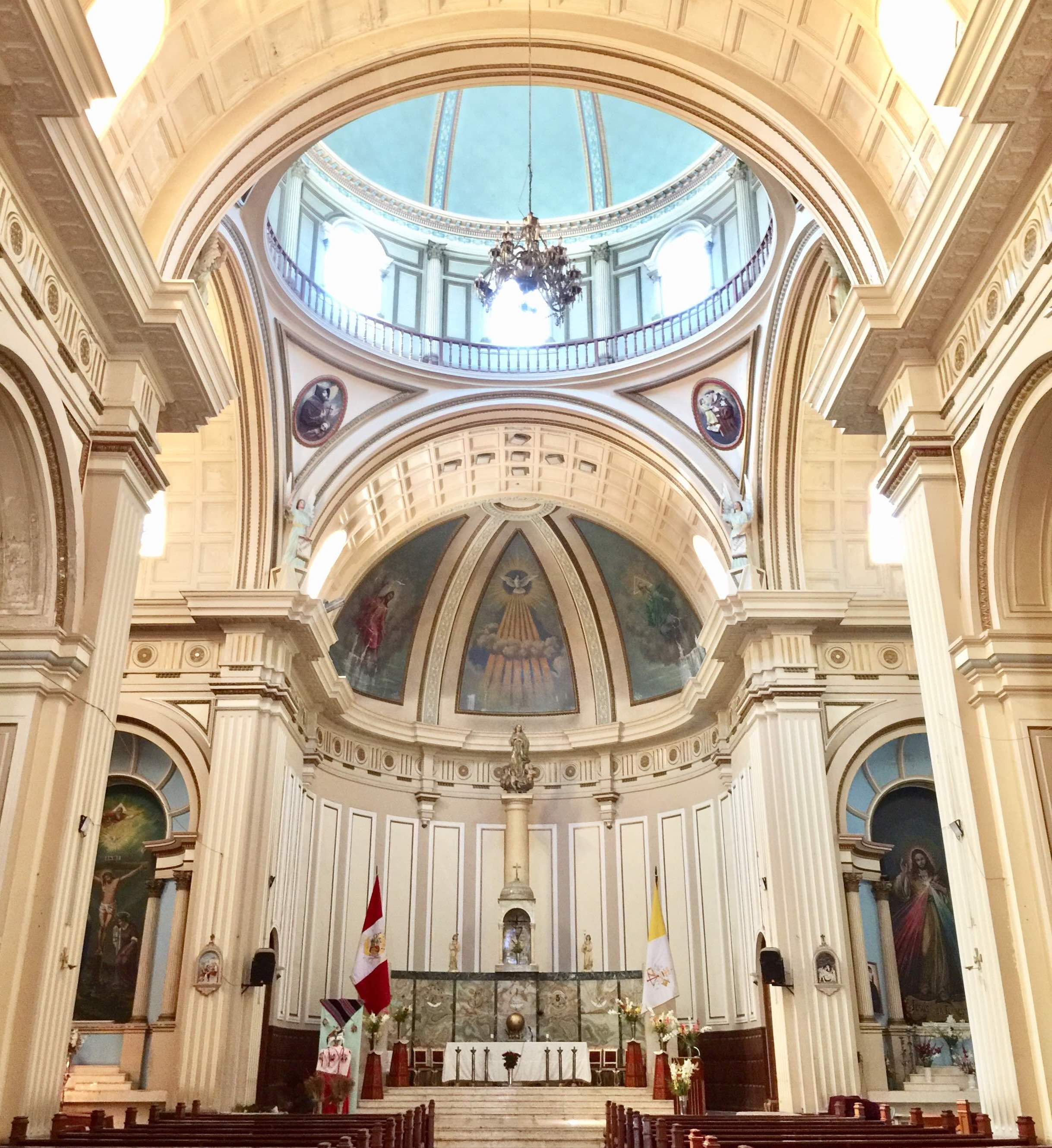
Vista del Interior de la Iglesia. Predomina la cúpula y el Altar Mayor, con la imagen de la Inmaculada Concepción y la bóveda.

Es la única iglesia de la ciudad que cuenta con tres puertas, sobre la puerta principal se encuentra el Coro de la Iglesia, en el que predomina el gran rosetón con la imagen de San Francisco de Asís, fundador de la Orden Franciscana. Al ingresar se observan las tres naves, en las que se encuentran diferentes imágenes de Santos y advocaciones de la Virgen, en altares de estilo neoclásico. Sobre cada altar se elevan pequeñas cupulillas. Los más venerados en este templo son San Martín de Porres y San Judas Tadeo. En el Altar Mayor se halla un muro hecho de mármol y sobre ella una gran columna en la que se encuentra la imagen de la Inmaculada Concepción; tras de la Virgen está la bóveda, de estilo "cuarto de esfera", con hermosas pinturas de la Santísima Trinidad. Al lado izquierdo del transepto, se encuentra una gran pintura del Señor de los Milagros, de manera muy similar al muro de la Santuario y Monasterio de las Nazarenas; y al derecho se levanta la pintura del Señor de la Divina Misericordia.

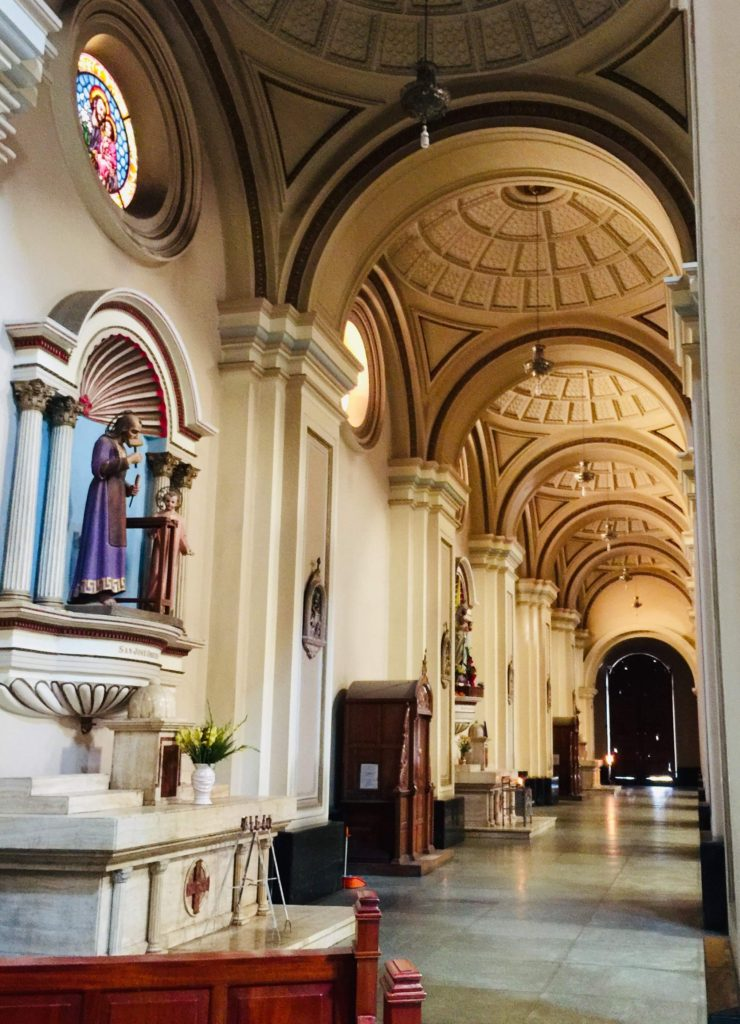
Nave lateral derecha, en la que se puede apreciar el Altar de San José con las cupulillas rematando el techo del pasillo.

En medio del crucero, se eleva la gran cúpula, con hermosos y coloridos vitrales que en su mayoría representan pasajes bíblicos, de la Vida de Jesús o de la Santísima Virgen. Una particularidad de este templo, es que sobre cada altar lateral se encuentra un vitral representando al Santo que se ubica en esa posición. También cuenta con dos portadas laterales, la del lado derecho que conduce al Convento, y la del lado izquierdo, actualmente cerrado al público pero que se abre únicamente para la entrada de los fieles durante la visita del Jueves Santo.

### Naves
Como se mencionó anteriormente, el recinto está formado por tres naves, de las cuales las laterales se encuentran compuestas por capillas en las que se ubican varios retablos, estas tienen un estilo de bóveda de crucería. Por la portada principal de izquierda a derecha encontramos los siguientes retablos o altares: Al lado del Evangelio, los retablos de San Martín de Porres, San Judas Tadeo, Nuestra Señora de Fátima y San Francisco de Asís; y en el lado de la Epístola a Nuestra Señora de la Esperanza Macarena, Nuestra Señora del Carmen, San José y el Niño Jesús y San Francisco Solano. Sobre cada uno de los retablos se hallan pequeños rosetones representando al Santo que se encuentra en dicha ubicación.

## Descripción del Exterior y determinación de su estilo
La fachada es una obra arquitectónica de estilo renacentista presenta tres puertas (que la convierten en la primera iglesia de la ciudad en tenerlas), de las cuales normalmente se abre la principal, las otras dos se suelen abrir en Semana Santa u otras circunstancias de importancia religiosa. Las puertas poseen sus portadas de piedra, de arcos de medio punto. En el centro el rosetón y sobre él, el escudo de la orden Franciscana; tiene zócalo alto de piedra y muros hechos de ladrillo unidos con calicanto, además pilastras de estilo toscano en el primer cuerpo. Sobre ellos el friso con triglifos y metopas y tiene tímpano curvo.  La puerta principal (la del centro) se llama Puerta del Perdón, la lateral derecha se llama Puerta de la Epístola y lateral izquierda se llama Puerta del Evangelio. 
Las torres, también de estilo renacentista, presentan doble arco, una cornisa cuadrangular, un chapitel que termina en una cúpula con una linterna con pequeños vitrales, ambas coronadas por una Cruz. El atrio actualmente se encuentra protegidos por columnas de cemento (muro pretil) para dar mayor seguridad a las instalaciones. Antiguamente las torres contaban con 4 campanas, las cuales desaparecieron en misteriosas condiciones y hasta la fecha no se sabe nada de ellas.
El techo es de dos aguas, que se divide de acuerdo a la planta de Cruz latina, luego se halla la gran cúpula de 40 metros de diámetro, cuenta con pequeñas columnas dóricas y los bellos vitrales, está revestida de una especie de mármol decorada con formas cuadrangulares de colores blanco y celeste. Sobre ella otra cúpula más pequeña coronada por una Cruz de acero. Finalmente la bóveda, al igual que la cúpula está revestida de mármol con las decoraciones cuadrangulares. El Atrio cuenta con el piso hecho de piedra y a ambos lados se encuentran dos pequeñas piletas de mármol blanco.